# Tommaso Bernetti
Tommaso Bernetti (né le 20 décembre 1779 à Fermo, dans l'actuelle province de Fermo dans les Marches et mort dans la même ville en 1852) est un homme politique romain et cardinal de la première moitié du XIXe siècle.

## Biographie
Tommaso Bernetti sert le pape Pie VII lors de sa captivité en France. En 1810, il fait partie des 13 cardinaux qui refusèrent d'assister au mariage de Napoléon et de Marie-Louise. En 1814, il est ambassadeur du pape auprès du tsar de Russie. Il est créé cardinal lors du consistoire du 2 octobre 1826 au titre de San Cesareo in Palatio. En 1828, le pape Léon XII le nomme secrétaire d'État, poste auquel il est nommé à nouveau par Grégoire XVI en 1831. Après les soulèvements de 1831, il rétablit très fermement l'absolutisme dans les États pontificaux. Mais il montre une certaine résistance à la politique autrichienne en Italie. Les Autrichiens obtiennent son renvoi en 1836.